# Merkendorf, Steiermark
Merkendorf är en ort i  kommunen Bad Gleichenberg i Österrike. Den ligger i distriktet Südoststeiermark i förbundslandet Steiermark.
Merkendorf var tidigare en självständig kommun, men blev den 1 januari 2015 en del av kommunen Bad Gleichenberg. Kommunen bestod av fem orter (Ortschaften) (inom parentes invånarantal 1 januari 2024):
- Haag (170)
- Merkendorf (379)
- Steinbach (207)
- Waldsberg (208)
- Wilhelmsdorf (104)